# Tetranema
Tetranema este un gen de plante din familia  Scrophulariaceae.

## Specii
Cuprinde  2 specii.